# Kościół Nawiedzenia Najświętszej Maryi Panny w Olkowiczach
Kościół Nawiedzenia Najświętszej Maryi Panny w Olkowiczach – kościół parafialny w Olkowiczach na Białorusi.

## Historia
Ceglany kościół w stylu neogotyckim został wybudowany obok starego drewnianego kościoła w latach 1897-1902. Został poświęcony w 1905 roku ku czci Nawiedzenia Najświętszej Maryi Panny. 
W 1950 r. świątynię zamknięto, budynek służył jako spichlerz. W 1969 r. spłonął dach kościoła, który został później odremontowany.

W 1989 r. budynek został zwrócony Kościołowi Katolickiemu i odrestaurowany.

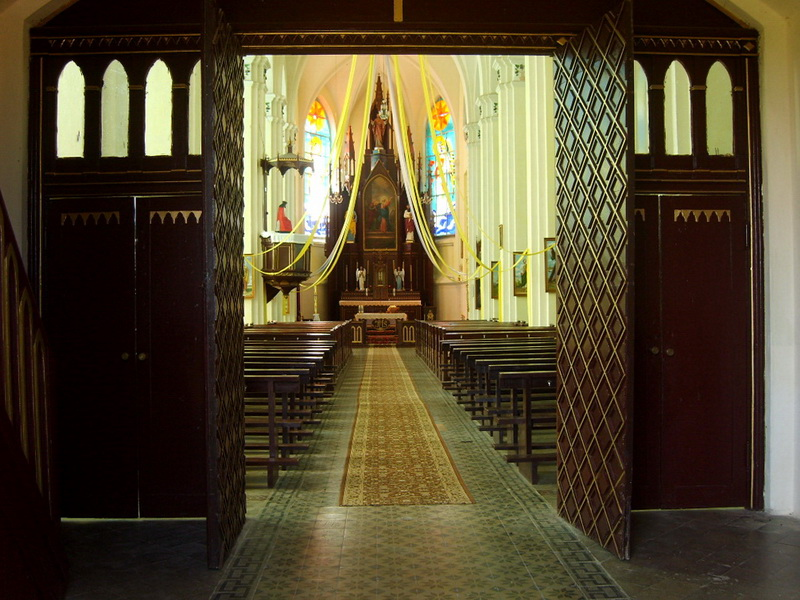
Wnętrze świątyni